# یولیوش سواتسکی
یولیوش سواتسکی (لهستانی: Krzemieniec; ۴ سپتامبر ۱۸۰۹ – ۳ آوریل ۱۸۴۹) یک شاعر، دیپلمات، و نویسنده ارمنی‌تبار اهل لهستان بود. وی به همراه آدام میتسکیه‌ویچ و زیگمونت کراشینسکی یکی از شاعران سه‌گانه «ادبیات رومانتیک لهستانی» معروف به سه سخنور (به لهستانی: trzej wieszcze) می‌باشد